# Baldric
|  | Per a altres significats, vegeu «Baldric de Friül». |

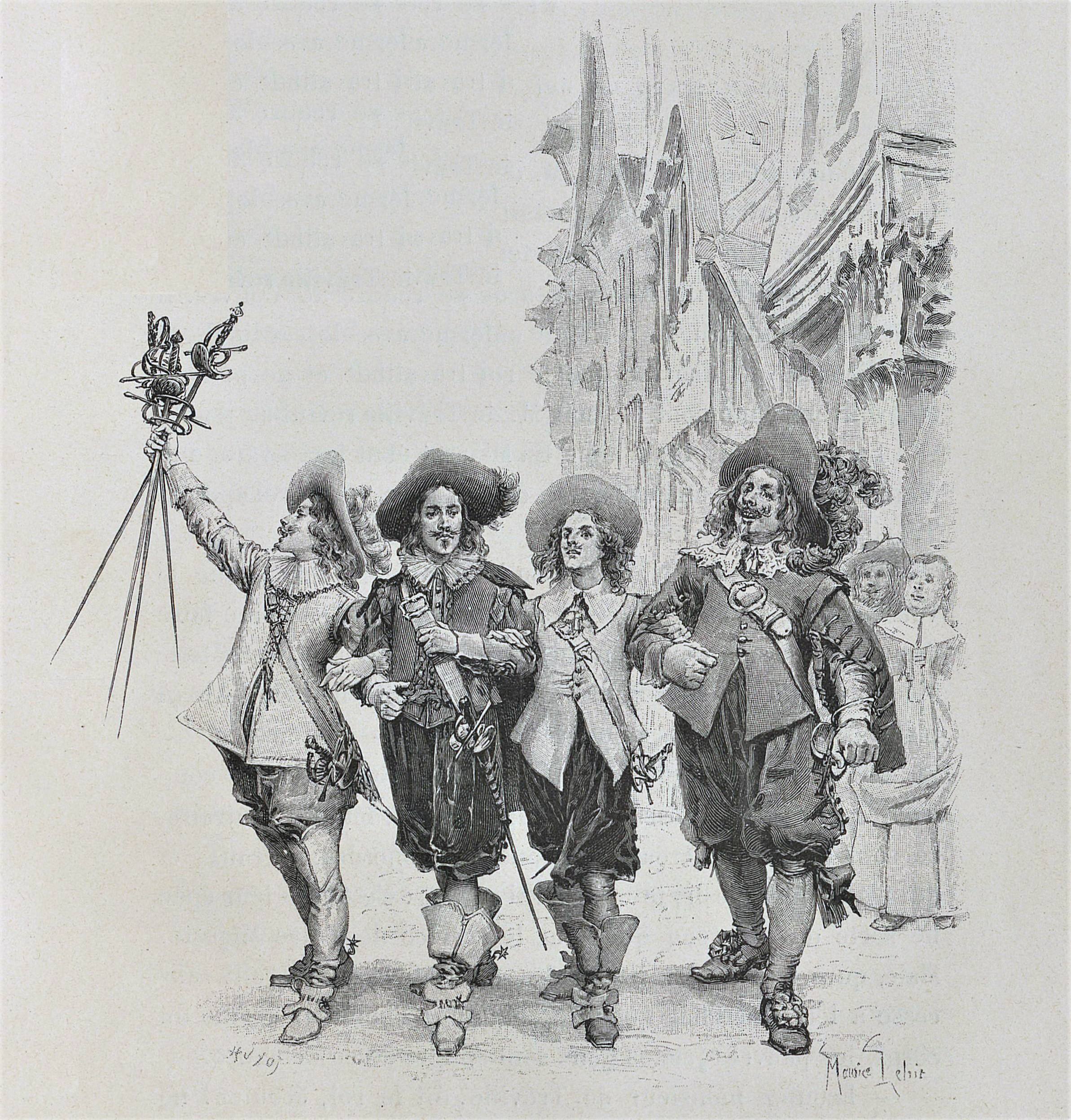
Baldrics ben prominents en una il·lustració de Maurice Leloir per a una edició anglesa (1894) de Els tres mosqueters

El baldric és una corretja o cingla que es duu en bandolera i té per funció sostenir l'espasa o el sabre, sigui directament o mitjançant beina, i com a opció alternativa al talabard. El català baldric equival a l'espanyol bálteo, fr. baudrier, it. bandoliera, port. bandoleira o boldrié, ang. baldric, al. Bandelier, etc.
Els baldrics s'havien usat des de l'antiguitat, atès que distribuïen el pes de manera més eficient que els cinturons o talabards, alhora que no restringien el moviment de les mans i donaven accés ràpid a l'arma.
En la vida civil el baldric havia estat ornament privatiu de la noblesa. A l'exèrcit formava part de l'equipament individual (sobretot entre la tropa de cavalleria i l'oficialitat) fins que s'hi adoptaren cinturons polivalents de nou tipus de què es podia penjar també la pistola o revòlver, a més de servir com a cenyidors de peces superiors llargues com la guerrera o el capot. El baldric ha restat d'ús exclusivament ornamental, per a uniformes de gala.
El baldric forma part de la iconografia popular, si més no com a part integrant de la indumentària dels mosqueters de Dumas, tan visitats pel cinema.
El nom de baldric també pot aplicar-se a la mena de bandolera ornamental de què penja un timbal, una corneta, etc.